# Prezident České republiky
Prezident České republiky (dle Ústavy prezident republiky) je hlava České republiky, která je volena přímo českými občany, resp. oprávněnými voliči. V letech 1993–2012 byl volen oběma komorami Parlamentu, tedy poslanci a senátory, na společné schůzi obou komor. Z výkonu své funkce není odpovědný s výjimkou velezrady a hrubého porušení Ústavy nebo jiné součásti ústavního pořádku České republiky. Prezident se ujímá úřadu složením slibu do rukou předsedy Senátu, do roku 2013 skládal slib do rukou předsedy Poslanecké sněmovny. Prezidentovo funkční období trvá pět let. Vzdát se svého úřadu může též do rukou předsedy Senátu Parlamentu ČR. Výkon pravomocí, protokolární povinnosti a další funkce spojené s osobou prezidenta zajišťuje Kancelář prezidenta republiky, jeho ochranu má na starosti specializovaný útvar Policie ČR.
Česká republika je parlamentní republika, v níž je hlava státu součástí pilíře výkonné moci s omezenými pravomocemi v rozhodovacích procesech (pasivní složka), ty většinově náleží předsedovi vlády a kabinetu (aktivní složka), ale do dění vstupuje v okamžiku napětí a krize (systém brzd a protivah). Reprezentuje zemi navenek i ve vnitřních vztazích, z hlediska protokolu jde o prvního ústavního činitele.
Prezident republiky má právo účastnit se schůzí obou komor Parlamentu, jejich výborů a komisí. Je mu uděleno slovo, kdykoliv o to požádá. Prezident republiky má právo účastnit se schůzí vlády, vyžádat si od vlády a jejích členů zprávy a projednávat s vládou nebo s jejími členy otázky, které patří do jejich působnosti. Prezident jakožto hlava státu je také dle Ústavy vrchním velitelem ozbrojených sil, což znamená určité rozhodování (typicky někdy je třeba činit rozhodnutí v řádu dnů nebo i hodin), k tomuto účelu má tak zřízenu Vojenskou kancelář prezidenta republiky. Dále je prezident také adresátem zpráv zpravodajských služeb a rovněž jim také s vědomím vlády zadává úkoly. Vykonává též řadu dalších činností, některé z nich jsou uvedeny přímo v Ústavě, jiné v (obyčejných) zákonech (např. jmenování předsedy ÚDHPSPH). Disponuje též jedním ze sedmi klíčů od dveří v kapli sv. Václava v katedrále sv. Víta, které vedou do Korunní komory, kde jsou uloženy české korunovační klenoty.

## Volba prezidenta
Prezidentem republiky může být zvolen občan, který má právo volit a dosáhl věku 40 let. Nikdo nemůže být zvolen více než dvakrát po sobě. Zvolen také nemůže být občan, který byl odsouzen za velezradu nebo za hrubé porušení Ústavy nebo jiné součásti ústavního pořádku.
Navrhovat kandidáta může nejméně dvacet poslanců nebo deset senátorů, nebo každý občan České republiky, který dosáhl věku 18 let, podpoří-li jeho návrh petice podepsaná nejméně 50 000 občany. Volbu prezidenta republiky vyhlašuje předseda Senátu, koná se tajným hlasováním a právo volit má každý český občan, který ke dni volby dosáhl věku 18 let.
V prvním kole může být zvolen kandidát, který získá nadpoloviční většinu všech platných hlasů. Pokud nikdo nadpoloviční většinu nezíská, koná se do 14 dnů kolo druhé, do kterého postupují dva nejúspěšnější kandidáti z kola prvního (při teoretické rovnosti hlasů všichni, kteří takový počet hlasů získají, tak, aby byli alespoň dva). Ve druhém kole pak bude zvolen ten kandidát, který získá hlasů více (opět při teoretické rovnosti hlasů se do deseti dnů vyhlásí zcela nová volba).

## Nástup do úřadu
Pokud nebyl prezident zvolen, jeho pravomoci vykonává předseda vlády a předseda Senátu. Do úřadu prezident nastupuje po inauguraci, kde složí slib do rukou předsedy Senátu Parlamentu České republiky.
Slib prezidenta republiky zní: „Slibuji věrnost České republice. Slibuji, že budu zachovávat její Ústavu a zákony. Slibuji na svou čest, že svůj úřad budu zastávat v zájmu všeho lidu a podle svého nejlepšího vědomí a svědomí.“

## Nestíhatelnost
Prezidenta nelze po dobu výkonu jeho funkce zadržet, trestně stíhat ani stíhat pro přestupek nebo jiný správní delikt. Nestíhatelnost se vztahuje jak na trestné činy, přestupky a jiné správní delikty spáchané před vznikem mandátu, tak na ty spáchané během jeho výkonu, za které nemohl být prezident až do roku 2013 stíhán ani po zániku mandátu. Od roku 2013 to již možné je. Po dobu výkonu jeho funkce se navíc běh promlčecí lhůty pro tyto protiprávní činy staví. Procesní imunita se nevztahuje na civilní delikty ani ústavní delikty (viz dále).
Pokud jde o hmotněprávní imunitu (indemnitu) prezidenta, názory právní teorie se různí. Podle čl. 54 odst. 3 Ústavy je prezident republiky z výkonu funkce neodpovědný. Část ústavních právníků, např. Jan Wintr, se kloní k názoru, že jde pouze o neodpovědnost ve smyslu politickém, tj. neodpovědnost Poslanecké sněmovně. Naproti tomu Pavel Rychetský ve svém komentáři k Ústavě ale toto ustanovení vykládá právě jako absolutní hmotněprávní imunitu prezidenta, pokud jde o souvislost s výkonem jeho funkce. Prezident tak podle tohoto výkladu může spáchat během výkonu své funkce např. trestný čin a po skončení svého mandátu za něj být i stíhán, avšak pokud by se jednalo o trestný čin v souvislosti s výkonem prezidentské funkce, např. zneužití pravomoci úřední osoby, prezident by sice svým jednáním tuto skutkovou podstatu naplnil, přesto by jeho trestní odpovědnost nevznikla. Tato indemnita se pak nevztahuje na civilní delikty a samozřejmě ani na ústavní delikty.

## Ústavní delikty
Velezrada je ústavní delikt, za který může být prezident odsouzen. Kromě toho je možné jej odsoudit také pro hrubé porušení Ústavy nebo jiné součásti ústavního pořádku. Velezradou se přitom rozumí jednání prezidenta republiky směřující proti svrchovanosti a celistvosti republiky, jakož i proti jejímu demokratickému řádu. Žalobu může podat jen Senát, který k tomu však musí získat souhlas Poslanecké sněmovny. Řízení probíhá před Ústavním soudem a jediným trestem může být ztráta prezidentského úřadu a způsobilosti jej znovu nabýt (čímž zaniká i nárok na prezidentský plat včetně veškerých dalších požitků po skončení funkce).
V roce 2004 lidovecký senátor Zdeněk Bárta prohlásil, že má připravený návrh na ústavní žalobu pro velezradu proti prezidentu Klausovi, kterého obviňoval z toho, že svým počínám ohrožuje fungování Ústavního soudu České republiky, protože nenavrhuje dostatečně rychle Senátu na schválení kandidáty na pozici jeho soudců. Tento návrh však mezi ostatními senátory podporu nezískal, i když zájem obecně vzbudil. O velezradě také uvažovala v roce 2009 sociálnědemokratická senátorka Alena Gajdůšková, a to v souvislosti s ratifikací Lisabonské smlouvy. Ani v tomto případě však k podání ústavní žaloby nedošlo.
V únoru 2013 podepsal potřebný počet senátorů (28) návrh ústavní žaloby na prezidenta Václava Klause především v souvislosti s amnestií vyhlášenou v novoročním projevu, ale i dalšími kroky během funkčního období (nedokončování ratifikace mezinárodních smluv, nenavrhování kandidátů na soudce Ústavního soudu, nerozhodnutí o jmenování či nejmenování Petra Langera soudcem). Tím se měl dopustit jednání směřujícího proti svrchovanosti republiky, jakož i proti jejímu demokratickému řádu. Zároveň byla Senátu doručena petice 73 tisíc lidí s výzvou k podání žaloby. Na základě tohoto návrhu proběhla 4. března mimořádná schůze Senátu, která podání ústavní žaloby k Ústavnímu soudu schválila. Ústavní soud však řízení o žalobě z procesních důvodů zastavil, když dovodil, že podle právní úpravy o tomto řízení účinné před 7. březnem 2013 nešlo pokračovat v řízení o této žalobě po uplynutí funkčního období prezidenta.
V roce 2019 Senát schválil návrh ústavní žaloby na prezidenta Miloše Zemana pro hrubé porušení Ústavy, poslanci však tento návrh nepodpořili.

## Pravomoci

### Absolutní pravomoci (bez kontrasignace)
Tyto pravomoci vykonává prezident zcela nezávisle, rozhodnutí podle nich vydaná jsou bezprostředně platná.
Prezident podle Ústavy České republiky:
1. jmenuje a odvolává předsedu a další členy vlády a přijímá jejich demisi, odvolává vládu a přijímá její demisi,
2. svolává zasedání Poslanecké sněmovny,
3. rozpouští Poslaneckou sněmovnu,
4. pověřuje vládu, jejíž demisi přijal nebo kterou odvolal, vykonáváním jejích funkcí prozatím až do jmenování nové vlády,
5. jmenuje soudce Ústavního soudu, jeho předsedu a místopředsedy,
6. jmenuje předsedu a místopředsedy Nejvyššího soudu z řad soudců tohoto soudu,[28]
7. odpouští a zmírňuje tresty uložené soudem (agraciace) a zahlazuje odsouzení (rehabilitace) (viz dále),
8. má právo vrátit Parlamentu přijatý zákon s výjimkou zákona ústavního (viz dále),
9. podepisuje zákony,
10. jmenuje prezidenta a viceprezidenta Nejvyššího kontrolního úřadu,
11. jmenuje členy Bankovní rady České národní banky.

Ke jmenování soudců Ústavního soudu však potřebuje souhlas Senátu.

#### Milost
Milost je zvláštní pravomoc, ideově vycházející z doby monarchie. Umožňuje prezidentovi v individuálních případech odpouštět a zmírňovat tresty uložené soudem v pravomocně skončené věci. Může zahlazovat odsouzení. S kontrasignací premiéra (nebo jím pověřené osoby) může udělit milost a v trestních řízeních abolici, tj. nařizovat, aby se trestní řízení nezahajovalo, a bylo-li zahájeno, aby se v něm nepokračovalo.
V praxi tuto pravomoc prezident používá zejména v případech, kdy se domnívá, že soud pochybil, nebo v humanitárních případech, kdy zabraňuje rozdělení rodiny nebo přihlíží k vážnému zdravotnímu stavu odsouzených nebo členů jejich rodiny. V praxi bývají některá udělení milosti kritizována, např. milosti Miloše Zemana udělené Jiřímu Kajínkovi a řediteli Lesní správy Lány Miloši Balákovi.

#### Prezidentské veto
Suspenzivní veto patří mezi pravomoci českého prezidenta. Dovoluje mu vrátit Parlamentem schválený návrh zákona zpět Poslanecké sněmovně spolu s odůvodněním. Musí tak učinit ve lhůtě 15 dnů počínající den po předložení zákona k podpisu a nemůže tak učinit u ústavních zákonů. Přehlasovat veto může nadpoloviční většina všech poslanců. Pokud má prezident pochybnosti o ústavností zákona, může podat Ústavnímu soudu návrh na zrušení zákona, ale až poté, co nabude platnost. Podání tohoto návrhu není omezeno žádnou lhůtou.
Václav Havel ve svém prvním volebním období použil veto jen devětkrát. Čtyřikrát byl poslanci přehlasován, čtyřikrát se tak nestalo, v jednom případě rozhodl o zrušení platného zákona na návrh prezidenta Ústavní soud. Ve druhém volebním období použil veto sedmnáctkrát, ve všech případech však byl poslanci přehlasován. Úspěšnější byl u Ústavního soudu, který čtyřikrát alespoň částečně návrhům prezidenta vyhověl. Prezident Václav Klaus veto používal častěji, vetoval celkem 62 zákonů, přičemž uspěl jen čtyřikrát, a sedm jeho vet již nebylo projednáno. Miloš Zeman vetoval v průběhu prvních 19 měsíců v úřadu 3 zákony, přičemž ve dvou případech bylo jeho veto přehlasováno. V jednom případě se hodlal obrátit na Ústavní soud.

### Pravomoci s kontrasignací
Rozhodnutí vydaná podle těchto pravomocí vyžadují ke své platnosti spolupodpis (kontrasignaci) předsedy vlády nebo jím pověřeného člena vlády. Za tato rozhodnutí odpovídá vláda.
Prezident podle Ústavy České republiky:
1. zastupuje stát navenek,
2. sjednává a ratifikuje mezinárodní smlouvy; sjednávání mezinárodních smluv může přenést na vládu nebo s jejím souhlasem na její jednotlivé členy,
3. je vrchním velitelem ozbrojených sil,
4. přijímá vedoucí zahraničních zastupitelských misí,
5. pověřuje a odvolává vedoucí zastupitelských misí,
6. vyhlašuje volby do Poslanecké sněmovny a do Senátu,
7. jmenuje a povyšuje generály,
8. propůjčuje a uděluje státní vyznamenání, nezmocní-li k tomu jiný orgán,
9. jmenuje soudce,
10. nařizuje, aby se trestní řízení nezahajovalo, a bylo-li zahájeno, aby se v něm nepokračovalo (abolice, viz shora),
11. má právo udělovat amnestii.

Další pravomoci určují běžné zákony. Podle nich prezident například:
1. uchovává pečetidlo státní pečeti,[34]
2. vyhlašuje volby do Evropského parlamentu,[35] zastupitelstev krajů[36] a do zastupitelstev obcí,[37]
3. jmenuje předsedu a místopředsedu Nejvyššího správního soudu z řad soudců tohoto soudu,[38]
4. jmenuje ze soudců předsedy vrchních a krajských soudů,[39]
5. jmenuje a odvolává předsedu Úřadu pro ochranu hospodářské soutěže,[40] předsedu Úřadu pro ochranu osobních údajů[41] nebo předsedu Českého statistického úřadu,[42]
6. jmenuje a odvolává rektory veřejných vysokých škol a jmenuje profesory,[43]
7. jmenuje a odvolává předsedu Akademie věd,[44]
8. jmenuje a odvolává kancléře a další vedoucí pracovníky Kanceláře prezidenta republiky.[45]

Některá další práva, povinnosti či kompetence prezidenta republika jsou pak též i v dalších obyčejných zákonech.

#### Amnestie
Amnestie je pravomoc prezidenta, která mu umožňuje hromadně promíjet a snižovat tresty a právní následky odsouzení, právo nařizovat, aby se trestní řízení nezahajovalo, a bylo-li zahájeno, aby se v něm nepokračovalo. Amnestie se může vztahovat i na přestupky. Pokud se vztahuje na přestupky, vždy se jedná konkrétně o některý z přestupků a uděluje se celoplošně. Amnestie nemůže být zrušena. Prezident může určit okruhy osob, na které se amnestie vztahuje, i okruhy osob, na které se nevztahuje. K platnosti amnestie je třeba spolupodpis předsedy vlády nebo pověřeného ministra.
Václav Havel jako prezident České republiky udělil amnestie, a to v letech 1993 a 1998. Obě se týkaly jen nižšího počtu osob (130 a 955) a nevzbudily takové kontroverze jako jeho první amnestie, ještě v úřadu prezidenta Československa v roce 1990. Tehdy ještě nebylo třeba premiérova spolupodpisu. Amnestie byla nejrozsáhlejší a vzbudila mnoho ohlasů. Propuštěno bylo 15 tisíc vězňů, 16 tisícům se trest zkrátil. Kritici Havlovi vyčítají, že tímto rozhodnutím výrazně zvýšil míru kriminality. Trestných činů spáchaných propuštěnými na základě této amnestie (tzv. amnestovanými) bylo 9 procent z celkové kriminality v roce 1990.
Václav Klaus možnosti amnestie využil u příležitosti výročí 20 let od rozdělení Československa. Ve svém posledním prezidentském novoročním projevu 1. ledna 2013 oznámil amnestii, na základě které bylo propuštěno přibližně 6 500 vězňů. Protesty zejména opozičních politiků a občanů České republiky vyvolal zejména rozsah amnestie, která se týkala i řady kauz ekonomické trestné činnosti a známých osobností.

## Úřad prezidenta neobsazen
Úřad prezidenta může zůstat neobsazen, jestliže:
- prezident je odsouzen za velezradu nebo za hrubé porušení Ústavy nebo jiné součásti ústavního pořádku,
- prezident se vzdá svého úřadu do rukou předsedy Senátu,
- prezident zemře,
- funkční období prezidenta skončí a nový prezident ještě nesložil slib či složil slib s výhradou,
- funkční období prezidenta skončí, aniž je zvolen nový prezident, protože:
  - není prezidentského kandidáta splnivšího zákonné podmínky registračního řízení,
  - závažné okolnosti prezidentské volby zmaří (např. válečný stav),
  - proběhlé prezidentské volby jsou soudně prohlášeny za neplatné

V těchto případech pravomoci s kontrasignací (kromě pravomocí jmenovat a povyšovat generály a vyhlašovat parlamentní volby) přecházejí na předsedu vlády.
Pravomoci bez kontrasignace (kromě jmenování předsedy a místopředsedů Nejvyššího soudu, milosti, suspenzivního veta, podepisování zákonů a jmenování prezidenta a viceprezidenta Nejvyššího kontrolního úřadu) přecházejí na předsedu Poslanecké sněmovny, včetně pravomoci vyhlašovat volby do Senátu (volby do Poslanecké sněmovny v takových případech vyhlašuje vždy předseda Senátu). Pokud je Poslanecká sněmovna rozpuštěna, přísluší výkon těchto pravomocí předsedovi Senátu.
Naproti tomu, pokud prezident není schopen svůj úřad ze závažných důvodů vykonávat (usnáší se na tom Poslanecká sněmovna a Senát), všechny jeho pravomoci (kromě těch uvedených v čl. 62 písm. f) až j) a čl. 63 odst. 1 písm. g) Ústavy ČR) přecházejí po dobu trvání těchto závažných důvodů na osoby uvedené výše, ale prezident stále zůstává v úřadu.

## Stav ohrožení státu, nouzový stav, válečný stav
Po dobu stavu ohrožení státu nebo válečného stavu může vláda požádat Parlament, aby projednal vládní návrh zákona ve zkráceném jednání. V tomto případě prezident nemá právo veta.
Jestliže po dobu nouzového stavu, stavu ohrožení státu nebo válečného stavu podmínky na území České republiky neumožní konat volby ve lhůtách, které jsou stanoveny pro pravidelná volební období, lze zákonem lhůty prodloužit, nejdéle však o šest měsíců. Toto prodloužení je možné provést i opakovaně. Lze tak prodloužit i volební období prezidenta republiky.

## Prezidentské symboly

### Státní symboly

Vlajka prezidenta republiky je jedním ze státních symbolů

Zákon stanovuje mezi státními symboly ČR vlajku neboli standartu prezidenta republiky, která má určené dvě funkce spojené s cestováním hlavy státu. Slouží k označení sídla prezidenta republiky v době jeho přítomnosti v České republice a také k označení dopravního prostředku používaného prezidentem republiky. Dalším ze státních symbolů který je spojen s výkonem prezidentského úřadu je státní pečeť, jejíž pečetidla zákon svěřuje do úschovy výhradně prezidentovi.

### Státní vyznamenání
V některých zemích jsou zákonem stanoveny odznaky prezidentské moci, může jít například o šerpu (používá se například v některých jihoamerických státech) či řetěz (používán například na Ukrajině). Přestože v ČR zákony nic takového výhradně pro hlavu státu nepředepisují, takovéto symboly existují, neboť podle zákona má prezident nárok na insignie nejvyšších státních vyznamenání; jmenovitě:
- Řád Bílého lva I. třídy:
  - Klenot na velkostuze nošené od pravého ramene k levému boku a hvězda nošená na levé straně hrudi
  - Řádový řetěz ze silně zlaceného stříbra
- Řád T.G. Masaryka I. třídy:
  - Klenot na velkostuze nošené od pravého ramene k levému boku a hvězda nošená na levé straně hrudi

Tyto insignie jsou prezidentu republiky slavnostně předány v rámci inaugurace. Po skončení úřadu mohou být usnesením obou komor Parlamentu propůjčeny doživotně.

### Ostatní symboly
Mezi další symboly prezidentského úřadu lze zahrnout například:
- výtisk ústavy, na který skládají prezidenti slib;[49]
- jeden ze sedmi klíčů od korunní komory v kapli svatého Václava v katedrále svatého Víta;[50]
- fanfáry z opery Libuše, používané k uvítání prezidenta při jeho příchodu na slavnostních událostech;[51]
- oficiální prezidentský portrét, vyvěšený ve veřejných budovách.[52]

## Plat, renta a další požitky
Plat prezidenta České republiky je každoročně odvozen ze základu odpovídajícího 2,5násobku průměrné nominální měsíční mzdy fyzických osob v nepodnikatelské sféře, který se dále násobí koeficientem 3,6. K roku 2018 tak hrubý plat činil 252 800 Kč, když Ministerstvo práce a sociálních věcí České republiky zveřejnilo platovou základnu ve výši 70 195 korun. Další složkou příjmu prezidenta je rovněž zvláštní víceúčelová paušální náhrada, která je vyplácena na místo různých náhrad výdajů; má výši 335 % platové základny. Ta (ke stejnému datu) činila 235 200 Kč. Tato zvláštní náhrada slouží jako náhrada výdajů spojených s výkonem funkce (například na pokrytí výdajů na reprezentaci, odborné a administrativní práce a odbornou literaturu a další).
V roce 2022 činil měsíční plat prezidenta 302 700 Kč, náhrada pak 281 700 Kč. Na počátku roku 2023 byl měsíční plat zvýšen na 341 200 Kč a náhrada na 317 500 Kč.

### Doživotní renta po skončení funkce
Podle zákona o zabezpečení prezidenta republiky po skončení funkce má bývalý prezident republiky nárok na doživotní rentu ve výši 50 tisíc Kč měsíčně. Renta je ze zákona splatná předem vždy do pěti pracovních dnů od počátku příslušného kalendářního měsíce. Dále má bývalý prezident republiky nárok na víceúčelovou paušální náhradu, která kryje zejména nájemné kanceláře a odměnu pro asistenta, v celkové výši dalších 50 tisíc Kč měsíčně. Paušální náhrada je splatná spolu s rentou.

### Ostatní požitky
Prezident má nárok i na další výhody, které jsou označovány jako požitky naturální. Prezident má nárok na užívání služebního vozidla s řidičem i bez něho k výkonu funkce i k osobní dispozici, rovněž má nárok k užívání nemovitostí tvořících sídlo prezidenta republiky, tedy zejména Pražský hrad a zámek Lány a k dispozici má dvě telefonní stanice. Prezident má také právo na úhradu zdravotních služeb apod. Doživotní ochranu (tedy i po skončení funkce) zajišťuje prezidentu republiky Útvar pro ochranu prezidenta České republiky.